# Керфот
Керфо́т (фр. Kerfot, брет. Kerfod) — коммуна во Франции, находится в регионе Бретань. Департамент — Кот-д’Армор. Входит в состав кантона Пемполь. Округ коммуны — Генган.
Код INSEE коммуны — 22086.

## География
Коммуна расположена приблизительно в 400 км к западу от Парижа, в 125 км северо-западнее Ренна, в 32 км к северо-западу от Сен-Бриё.

## Население
Население коммуны на 2016 год составляло 712 человек.
| 1962 | 1968 | 1975 | 1982 | 1990 | 1999 | 2008 | 2016 |
| ---- | ---- | ---- | ---- | ---- | ---- | ---- | ---- |
| 483  | 465  | 466  | 612  | 617  | 590  | 611  | 712  |

## Экономика
В 2007 году среди 395 человек в трудоспособном возрасте (15—64 лет) 271 были экономически активными, 124 — неактивными (показатель активности — 68,6 %, в 1999 году было 67,4 %). Из 271 активных работали 258 человек (138 мужчин и 120 женщин), безработных было 13 (6 мужчин и 7 женщин). Среди 124 неактивных 35 человек были учениками или студентами, 53 — пенсионерами, 36 были неактивными по другим причинам.

## Достопримечательности
- Церковь Нотр-Дам (XVI век). Исторический памятник с 1925 года[3]
- Часовня Сент-Ив (1868 год)
- Замок Коррек

## Фотогалерея

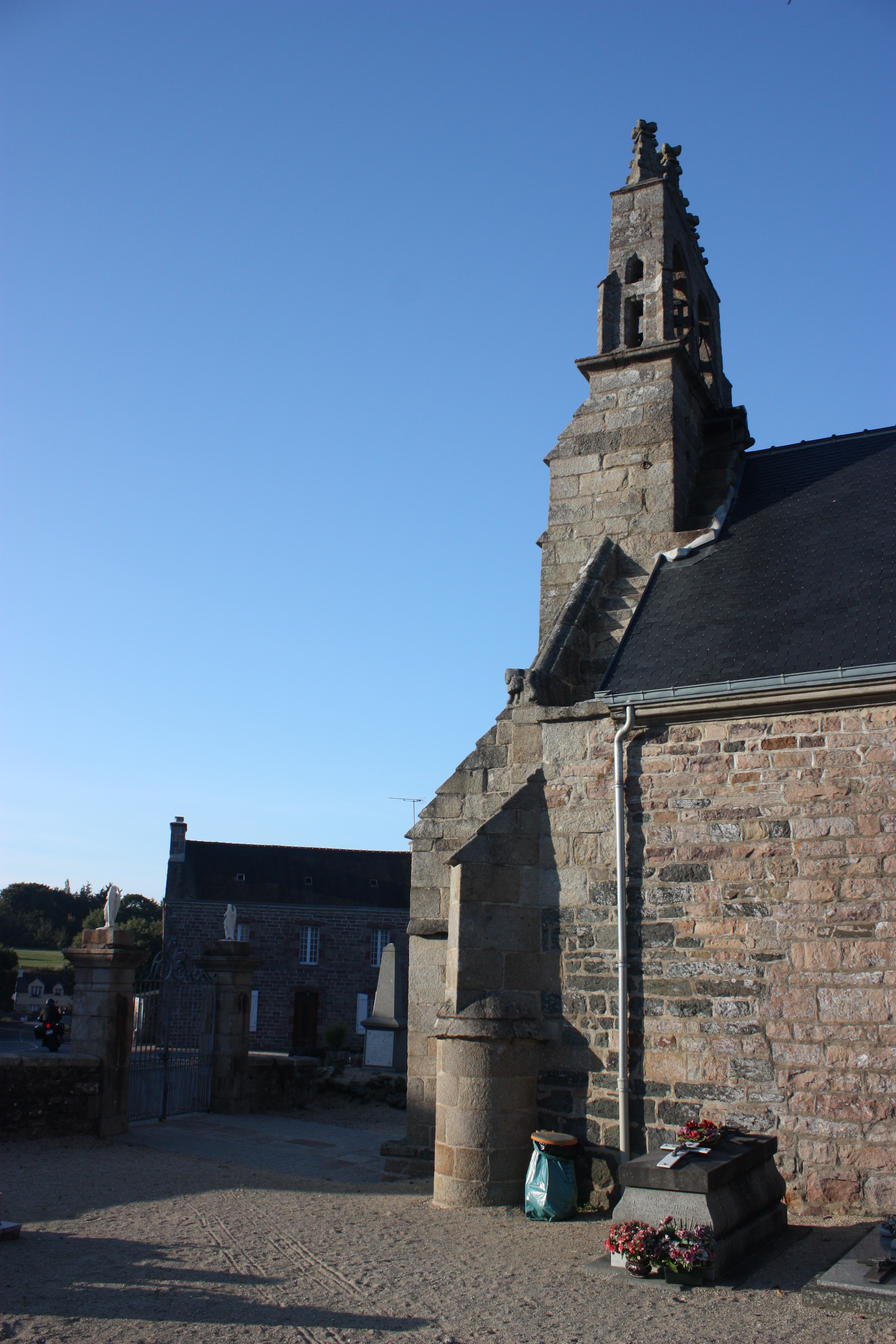
Церковь Нотр-Дам
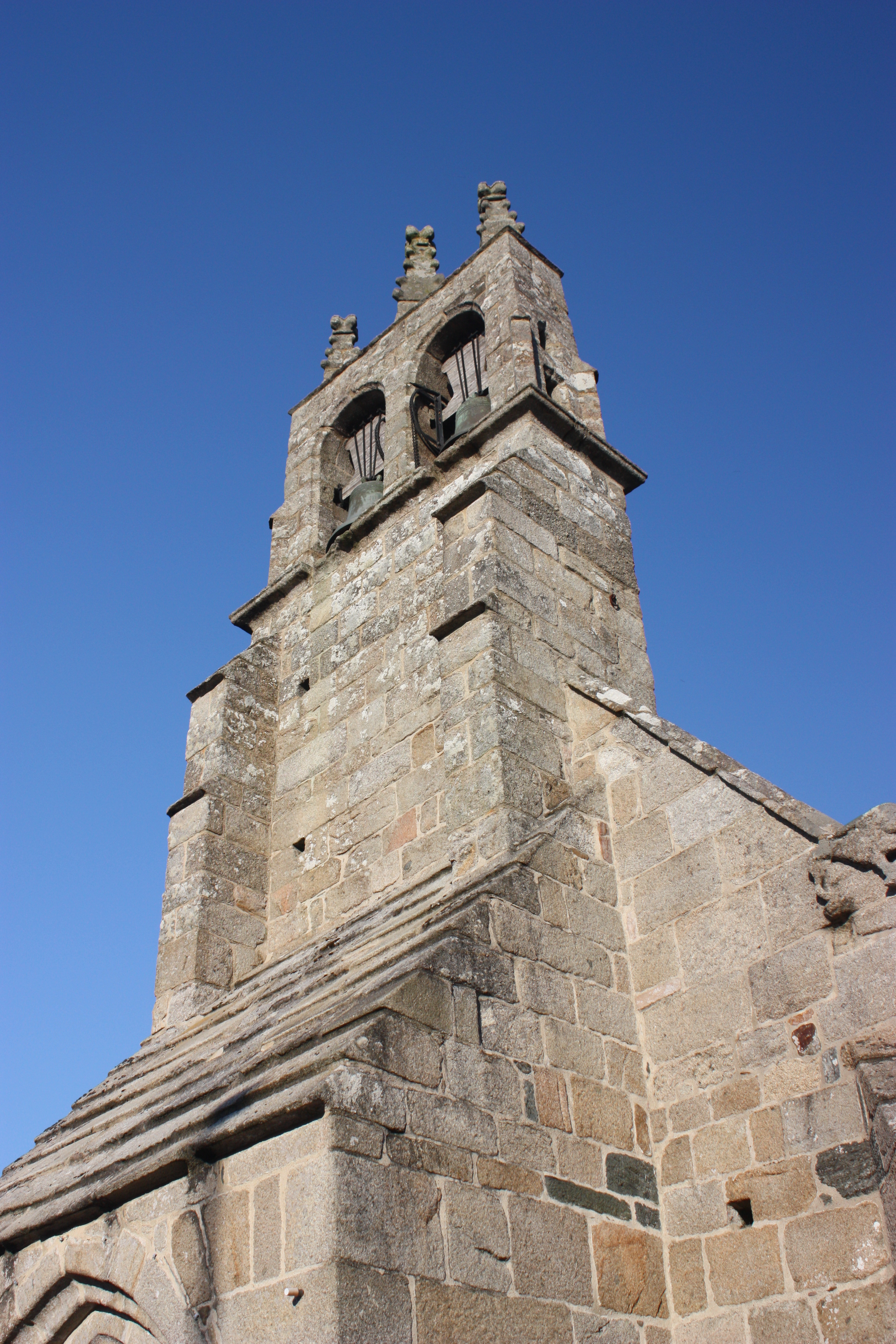
Церковь Нотр-Дам
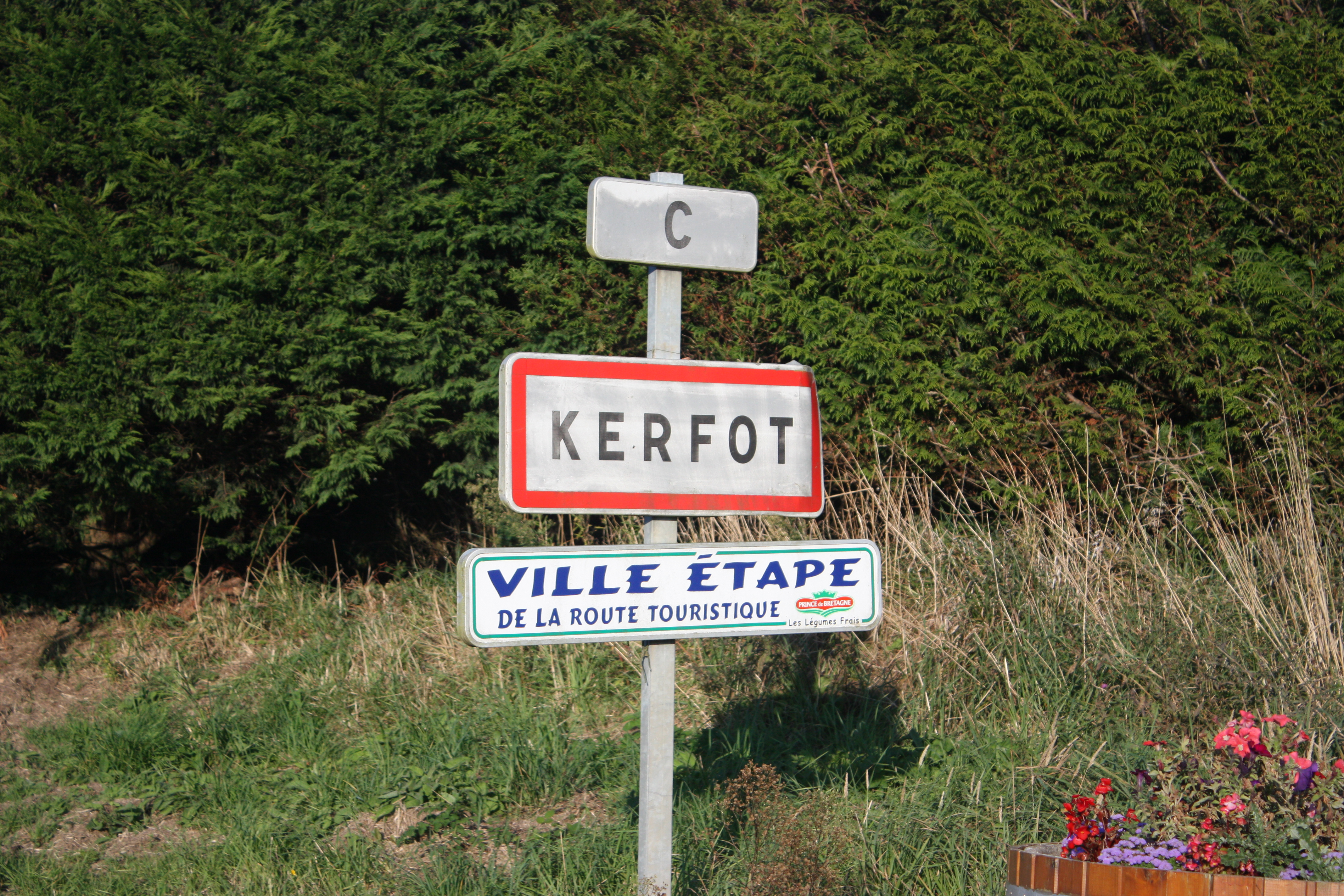
Знак на въезде в Керфот
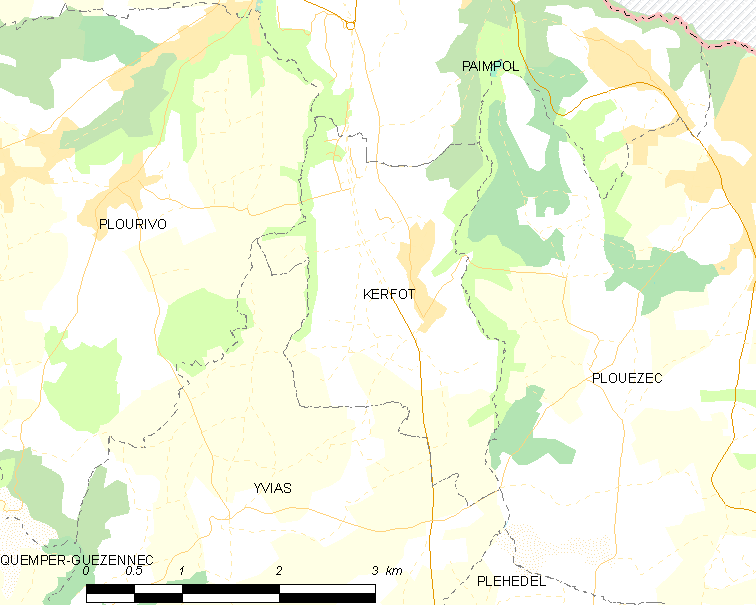
Карта коммуны